# Sveriges investeringsbank

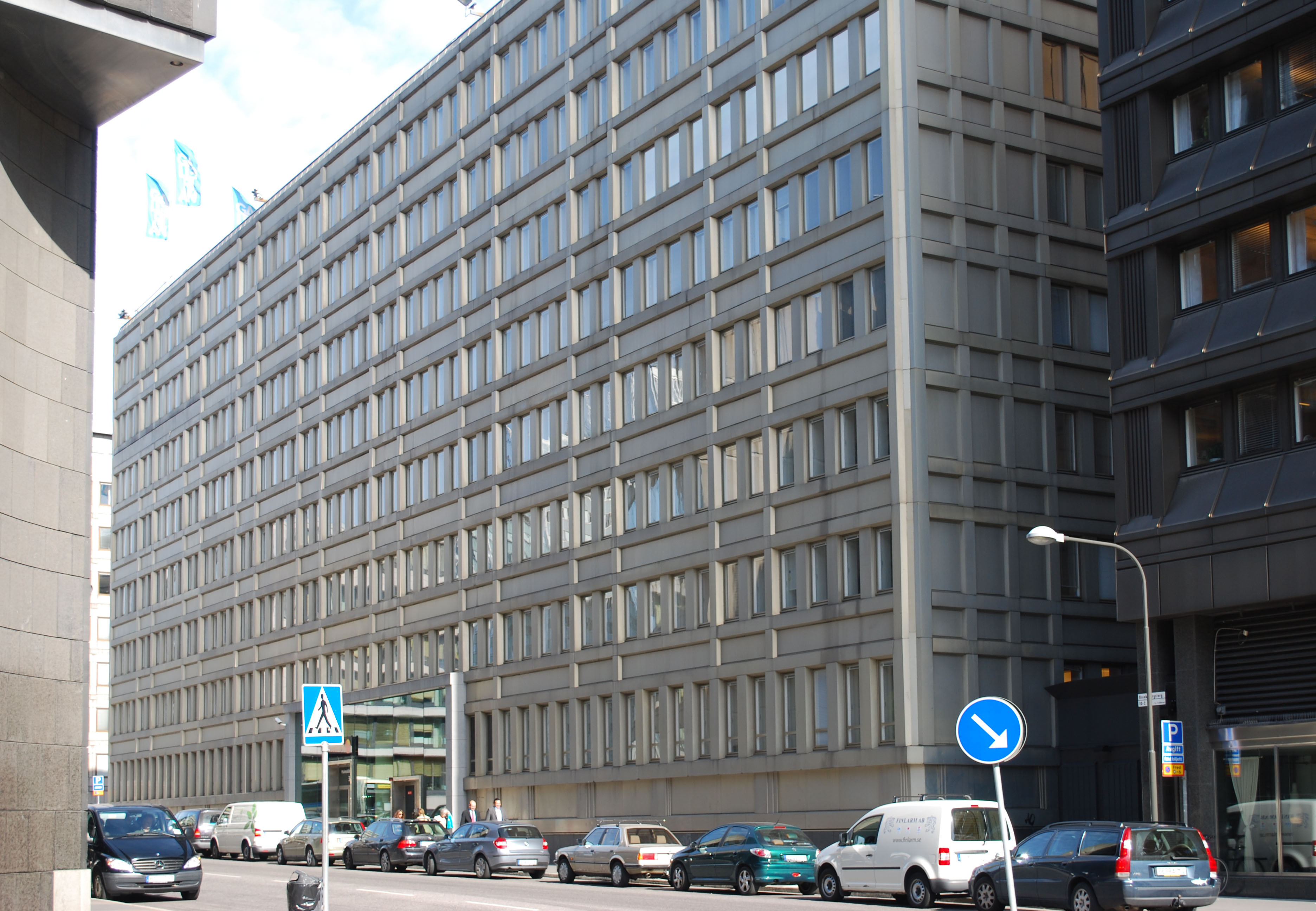
Malmskillnadsgatan 32 i centrala Stockholm där Sveriges investeringsbank hade sitt huvudkontor

Sveriges investeringsbank bildades 1967 som en statlig bank med dåvarande Industridepartementet som huvudman. Banken hade till uppgift att stimulera och aktivt delta i utvecklingen av Sveriges näringsliv genom finansiering i form av både lån och ägarkapital samt genom rådgivning. Sveriges investeringsbank uppgick 1989 i PK-Banken.